# Nemoria unilinearia
Nemoria unilinearia är en fjärilsart som beskrevs av Taylor 1908. Nemoria unilinearia ingår i släktet Nemoria och familjen mätare. Inga underarter finns listade i Catalogue of Life.